# قائمة ألعاب فيديو ون بيس
قائمة ألعاب فيديو ون بيس هي مجموعة من ألعاب الفيديو مبنيه على المانجا وسلسلة الانمي التي صممها إييتشيرو أودا، و المشهورة باسم ون بيس. حيث بدأت تلك السلسلة لأول مرة في اليابان في 19 يوليو من عام 2000.
تم تطوير ألعاب الفيديو من قبل شركة بانداي وشركة بانبريستو، ثم أصبحت لاحقًا جزءً من بانداي نامكو إنترتينمنت. وتدور اللعبة في عالم ون بيس الخيالي، والمغامرات الذي يصادفها مونكي دي. لوفي و طاقم قبعة القش. اللعبة تم إصدارها على عده أنظمة ألعاب فيديو مثل بلاي ستيشن وواندرسوان ونينتندو جيم كيوب وجيم بوي أدفانس ونظام وي ومايكروسوفت ويندوز وبلاي ستيشن فيتا وإكس بوكس ون وآي أو إس وأندرويد. القصة تأخذ عدة أنماط ولكن اغلبها تكون لعبة تقمص الأدوار.
| اسم اللعبة                                                  | التفاصيل                                                                        |
| ----------------------------------------------------------- | ------------------------------------------------------------------------------- |
| One Piece: Become the Pirate King                           | تم اطلاقها على واندرسوان                                                        |
| One Piece: Grand Battle                                     | تم اطلاقها على بلاي ستيشن                                                       |
| One Piece: Birth of Luffy's Dream Pirate Crew               | تم اطلاقها على جيم بوي كولر                                                     |
| One Piece: Set Sail Pirate Crew                             | تم اطلاقها على بلايستيشن                                                        |
| One Piece: Legend of the Rainbow Island                     | تم اطلاقها على واندرسوان                                                        |
| One Piece: Treasure Wars                                    | تم اطلاقها على واندرسوان                                                        |
| One Piece: Grand Battle! 2                                  | تم اطلاقها على بلايستيشن                                                        |
| One Piece: Grand Line Dream Adventure Log                   | تم اطلاقها على واندرسوان                                                        |
| One Piece: Grand Battle Swan Colosseum                      | تم اطلاقها على واندرسوان                                                        |
| One Piece: Treasure Battle                                  | تم اطلاقها على نينتندو جيم كيوب                                                 |
| One Piece: Big Secret Treasure of the Seven Phantom Islands | تم اطلاقها على جيم بوي أدفانس                                                   |
| One Piece: Treasure Wars 2 Welcome to Buggyland             | تم اطلاقها على واندرسوان                                                        |
| One Piece: Aim! The King of Berry                           | تم اطلاقها على واندرسوان                                                        |
| One Piece: Ocean's Dream                                    | تم اطلاقها على بلاي ستيشن                                                       |
| One Piece: Chopper's Big Adventure                          | تم اطلاقها على واندرسوان                                                        |
| One Piece: Grand Battle 3                                   | تم اطلاقها على نينتندو جيم كيوب و بلايستيشن 2                                   |
| One Piece: Going Baseball                                   | تم اطلاقها على جيم بوي أدفانس                                                   |
| One Piece: Round the Land                                   | تم اطلاقها على بلايستيشن 2                                                      |
| One Piece: Grand Battle! Rush                               | تم اطلاقها على نينتندو جيم كيوب                                                 |
| One Piece: Dragon Dream                                     | تم اطلاقها على جيم بوي أدفانس                                                   |
| One Piece                                                   | اطلاقها على جيم بوي أدفانس                                                      |
| Fighting for One Piece                                      | تم اطلاقها على بلايستيشن 2                                                      |
| One Piece: Pirates' Carnival                                | تم اطلاقها على نينتندو جيم كيوب                                                 |
| One Piece: Grand Adventure                                  | تم اطلاقها على نينتندو جيم كيوب و بلايستيشن 2                                   |
| One Piece: Unlimited Adventure                              | تم اطلاقها على وي                                                               |
| One Piece: Gear Spirit                                      | تم اطلاقها على نينتندو دي إس                                                    |
| One Piece: Unlimited Cruise: Episode 1                      | تم اطلاقها على وي                                                               |
| One Piece: Unlimited Cruise: Episode 2                      | تم اطلاقها على وي                                                               |
| One Piece: Gigant Battle                                    | تم اطلاقها على نينتندو دي إس                                                    |
| One Piece Unlimited Cruise SP                               | تم اطلاقها على نينتندو 3دي إس                                                   |
| One Piece: Gigant Battle! 2 New World                       | تم اطلاقها على نينتندو دي إس                                                    |
| One Piece: Pirate Warriors                                  | تم اطلاقها على بلايستيشن 3                                                      |
| One Piece: Romance Dawn                                     | تم اطلاقها على نينتندو 3دي إس و بلايستيشن Portable                              |
| One Piece Grand Collection                                  | تم اطلاقها على الهواتف الذكية                                                   |
| One Piece: Pirate Warriors 2                                | تم اطلاقها على بلاي ستيشن فيتا و بلايستيشن 3                                    |
| One Piece: Unlimited World Red                              | تم اطلاقها على نينتندو 3دي إس و بلاي ستيشن فيتا و بلايستيشن 3 و وي يو           |
| One Piece: Super Grand Battle X                             | تم اطلاقها على نينتندو 3دي إس                                                   |
| One Piece: Pirate Warriors 3                                | تم اطلاقها على بلايستيشن 3 و بلايستايشن 4 و مايكروسوفت ويندوز و بلاي ستيشن فيتا |
| ون بيس تريزر كروز                                           | تم اطلاقها على آي أو إس و أندرويد                                               |
| One Piece: Burning Blood                                    | تم اطلاقها على بلاي ستيشن 4 و مايكروسوفت ويندوز و بلاي ستيشن فيتا و إكس بوكس ون |
| One piece: Bounty rush ون بيس باونتي رش                     | اُطلِقت على الهواتف                                                               |